# 10. vlada Republike Slovenije
10. vlada Republike Slovenije je bila Vlada Republike Slovenije, drugič pod vodstvom Janeza Janše. Poleg Slovenske demokratske stranke, drugo uvrščene na državnozborskih volitvah 4. decembra 2011, so v vladi sodelovale še Državljanska lista, Demokratična stranka upokojencev Slovenije, Slovenska ljudska stranka in Nova Slovenija.
Zaradi poročila Komisije za preprečevanje korupcije pri nadzoru nad premoženjskim stanjem predsednikov parlamentarnih strank, v katerem je Komisija ugotovila nepojasnjeno pridobljena sredstva predsednika vlade, so iz vlade izstopili trije koalicijski partnerji - DL, DeSUS in SLS.
27. februarja 2013 je bila 10. vladi Republike Slovenije in drugi vladi Janeza Janše izglasovana konstruktivna nezaupnica, hkrati s tem pa je bila izvoljena nova predsednica vlade Alenka Bratušek iz Pozitivne Slovenije, ki je pridobila mandat za sestavo 11. slovenske vlade. Mandat 10. vlade je prenehal 20. marca 2013, ko je 11. vlada s predsednico Alenko Bratušek prisegla v državnem zboru.

## Položaji
| Služba                                                             | Položaj               | Ime                 | Fotografija         | Trajanje mandata                  | Koalicijska kvota                |
| ------------------------------------------------------------------ | --------------------- | ------------------- | ------------------- | --------------------------------- | -------------------------------- |
| Vlada Republike Slovenije                                          | Predsednik            | Janez Janša         |                     | 10. februar 2012–20. marec 2013   | SDS                              |
| Ministrstvo za finance                                             | Minister              | Janez Šušteršič     |                     | 10. februar 2012–24. januar 2013  | DL                               |
| Ministrstvo za notranje zadeve                                     | Minister              | Vinko Gorenak       |                     | 10. februar 2012–20. marec 2013   | SDS                              |
| Ministrstvo za zunanje zadeve                                      | Minister              | Karl Erjavec        |                     | 10. februar 2012–22. februar 2013 | DeSUS                            |
| Ministrstvo za pravosodje in javno upravo                          | Minister              | Senko Pličanič      |                     | 10. februar 2012–24. januar 2013  | DL                               |
| Ministrstvo za delo, družino in socialne zadeve                    | Minister              | Andrej Vizjak       |                     | 10. februar 2012–20. marec 2013   | SDS                              |
| Ministrstvo za gospodarski razvoj in tehnologijo                   | Minister              | Radovan Žerjav      |                     | 10. februar 2012–25. februar 2013 | SLS                              |
| Ministrstvo za kmetijstvo in okolje                                | Minister              | Franc Bogovič       |                     | 10. februar 2012–25. februar 2013 | SLS                              |
| Ministrstvo za infrastrukturo in prostor                           | Minister              | Zvonko Černač       |                     | 10. februar 2012–20. marec 2013   | SDS                              |
| Ministrstvo za izobraževanje, znanost, kulturo in šport            | Minister              | Žiga Turk           |                     | 10. februar 2012–20. marec 2013   | SDS                              |
| Ministrstvo za zdravje                                             | Minister              | Tomaž Gantar        |                     | 10. februar 2012–22. februar 2013 | DeSUS                            |
| Ministrstvo za obrambo                                             | Minister              | Aleš Hojs           |                     | 10. februar 2012–20. marec 2013   | NSi                              |
| Urad Vlade Republike Slovenije za Slovence v zamejstvu in po svetu | Minister brez resorja | Ljudmila Novak      |                     | 10. februar 2012–20. marec 2013   | NSi                              |
|                                                                    |                       |                     |                     |                                   |                                  |
| Kabinet predsednika Vlade Republike Slovenije                      | Vodja kabineta        | Nika Dolinar Divjak | Nika Dolinar Divjak | 10. februar 2012–20. marec 2013   | 10. februar 2012–20. marec 2013  |
| Kabinet predsednika Vlade Republike Slovenije                      | Državni sekretar      | Lovro Lončar        | Lovro Lončar        | 10. februar 2012–20. marec 2013   | 10. februar 2012–20. marec 2013  |
| Kabinet predsednika Vlade Republike Slovenije                      | Državni sekretar      | Ljubomil Jasnič     | Ljubomil Jasnič     | 10. februar 2012–23. januar 2013  | 10. februar 2012–23. januar 2013 |
| Kabinet predsednika Vlade Republike Slovenije                      | Državni sekretar      | Janez Ujčič         | Janez Ujčič         | 10. februar 2012–20. marec 2013   | 10. februar 2012–20. marec 2013  |

## Delo vlade
Vlada je morala zaradi finančne, družbene in gospodarske krize, ki se je v svetu pričela leta 2008, sprejeti vrsto nepopularnih ukrepov. Kot članica evrske skupine je morala Slovenija upoštevati skupne napotke za reševanje javno-finančne krize evroobmočja . Po prevladujoči doktrini je bila izbrana usmeritev v proračunsko varčevanje. Povečeval se je delež brezposelnih, zlasti med mladimi. To je zaradi napovedanega zmanjšanja plač in števila zaposlenih spožilo val neodobravanja v javnem sektorju (vojska, policija, šolstvo, zdravstvo). Sledilo je več stavk in protestov zaradi rezov v proračun javnih izobraževalnih ustanov, katerih delovanje je bilo ogroženo in hkratnega višanja normativov (razmerje št. učencev na učitelja), ki bi znižalo kakovost šolstva.
V novembru 2012 so se v Sloveniji pričeli množični javni protesti, katerih neposredni povod je bilo nezadovoljstvo z županom Maribora Francem Kanglerjem, a so se razširili tudi v Ljubljano in druge kraje. Med drugim so »vstajniki« zahtevali tudi sestop vlade in vse politične elite.
Zahteve po odstopu predsednika vlade Janeza Janše so se zaostrile po objavi poročila Komisije za preprečevanje korupcije (7. januarja 2013), ki je pri obeh politikih zaznala »obremenjenost s korupcijskimi tveganji« .

### Nezaupnica
27. februarja 2013 je bila v državnem zboru na predlog skupine strank (PS, SD, DL, DESUS ob podpori SLS)  izglasovana konstruktivna nezaupnica vladi Janeza Janše. S 55 glasovi za in 33 proti je postala mandatarka za sestavo nove vlade Republike Slovenije Alenka Bratušek. 20. marca 2013 je ministrska ekipa bila potrjena in je prisegla v Državnem zboru, s čimer je Slovenija dobila 11. vlado .

## Interpelacije in nezaupnice

### Interpelaciji
| Datum interpelacije | Interpelirani minister                                         | Predlagatelj                                                                        | Razlog interpelacije                                           | Rezultat                                           | Rezultat                                           | Rezultat                                           | Podpora strank                                     | Podpora strank                                     | Podpora strank                                     |
| Datum interpelacije | Interpelirani minister                                         | Predlagatelj                                                                        | Razlog interpelacije                                           | ZA                                                 | PROTI                                              | Izid                                               | PODPRLE                                            | NASPROTOVALE                                       | VZDRŽANE                                           |
| ------------------- | -------------------------------------------------------------- | ----------------------------------------------------------------------------------- | -------------------------------------------------------------- | -------------------------------------------------- | -------------------------------------------------- | -------------------------------------------------- | -------------------------------------------------- | -------------------------------------------------- | -------------------------------------------------- |
| 18. december 2012   | Vinko Gorenak minister za notranje zadeve                      | Skupina poslank in poslancev, prvopodpisani Jani Möderndorfer, Pozitivna Slovenija. |                                                                | 37                                                 | 48                                                 | neizglasovana                                      | - PS - SD                                          | - SDS - DL - NSi - SLS - DeSUS                     | /                                                  |
| 27. februar 2013    | Žiga Turk minister za izobraževanje, znanost, kulturo in šport | Skupina poslank in poslancev, prvopodpisani Socialni demokrati.                     | Razgradnja javnega šolstva in neposluh do kulturnega področja. | Med postopkom je bila izglasovana nezaupnica vladi | Med postopkom je bila izglasovana nezaupnica vladi | Med postopkom je bila izglasovana nezaupnica vladi | Med postopkom je bila izglasovana nezaupnica vladi | Med postopkom je bila izglasovana nezaupnica vladi | Med postopkom je bila izglasovana nezaupnica vladi |

### Nezaupnica
| Datum glasovanja | Predlagana mandatarka               | Rezultat | Rezultat | Rezultat    | Podpora strank         | Podpora strank |
| Datum glasovanja | Predlagana mandatarka               | ZA       | PROTI    | Izid        | PODPRLE                | NASPROTOVALE   |
| ---------------- | ----------------------------------- | -------- | -------- | ----------- | ---------------------- | -------------- |
| 27. februar 2013 | Alenka Bratušek Pozitivna Slovenija | 55       | 33       | izglasovana | - PS - DL - SD - DeSUS | - SDS - NSi    |